# Perskamer (UNESCO-gebouw)

Het UNESCO-gebouw te Parijs in 1962

De Perskamer was een door Gerrit Rietveld ontworpen kleurrijk interieur voor het nieuwe hoofdgebouw van UNESCO (United Nations Educational Scientific and Cultural Organiszation) in Parijs, dat op 3 november 1958 opende. De Perskamer bevond zich in het souterrain van de verbindingsgang tussen het hoofdgebouw en de conferentiezalen. 

## Opdracht
In 1953 kwamen er plannen voor een nieuw hoofdgebouw voor UNESCO, omdat de organisatie sterk groeide. Om het internationale karakter van de te benadrukken werden er drie architecten aangesteld: Marcel Breuer, Bernard Zehrfuss en Pier Luigi Nervi. Daarnaast kwam er in het voorjaar van 1956 een oproep aan diverse lidstaten voor het ontwerpen van een ruimte of aanleveren van een kunstwerk. Nederland werd gevraagd de perskamer te ontwerpen en in te richten. Gerrit Rietveld kreeg daartoe de opdracht en begin 1957 werden de eerste ontwerpen bij UNESCO aangeleverd. Vervolgens werkte Rietveld diverse ontwerpen uit. De perskamer werd als geschenk van de Nederlandse Staat door minister Cals van Onderwijs Kunsten en Wetenschap op 3 november 1958 overgedragen aan Unesco.

## Perskamer
Een perskamer is een ruimte waar journalisten de gelegenheid hebben om onder andere artikelen op te stellen, nieuws te beluisteren of dit met elkaar te delen. In de tafels in de Perskamer van Unesco zaten vertaal-geluidsinstallaties verwerkt, waardoor de journalisten via een koptelefoon konden luisteren naar wat er in de diverse conferentiezalen van UNESCO werd besproken in een taal naar keuze. Vervolgens konden ze terplekke hun  stukken uitwerken.

## Ontwerp
De ruimte waar de perskamer moest komen had een afmeting van 12 m x 20,5 m. Er waren veel storende schuine hoeken en pilaren in aanwezig. De ramen waren hoog geplaatst omdat de ruimte zich in het souterrain bevond. Rietveld deed in 1958 zijn beklag over de ruimte in een lezing: 
"Een van mijn laatste werkjes was juist het interieur van de werkruimte voor de internationale pers in het nieuwe Unesco gebouw in Parijs; een ruimte, die meer een toevallig overschotje was in het souterrain van de verbindingsgang tussen congresgebouw en administratie, dan een vorm van een perskamer. Daar de ruimte juist in een kromming lag, ter weerszijde van een dilatatie voeg, waren er onregelmatig geplaatste kolommen ten dienste van de bovenbouw in, die erg hinderlijk waren ten opzichte van de plaatsing van de vele tafels, stoelen, bureaus en kasten, telefoons en vertaalapparaten enz.. Om aan zo’n interieur een gezicht te geven van een aangename werksfeer, was, behalve goede vorm en plaatsing der installaties, een soort jongleren met lijnen en kleuren nodig. Dit wordt dan een spel op zich zelf, dat niet veel meer met architectuur te maken heeft, maar dat als handig spel een bekoring hebben kan."
Rietveld gebruikte niet alleen moderne materialen als linoleum en suwide (vinyl op textiel) voor dit jongleren met lijnen en kleuren, hij paste ze ook op originele wijze toe. Door zowel de vloeren als tafels te bekleden met linoleum en zowel de muren als stoelen met suwide, creëerde hij een bijzonder samenspel. De vloer bestond uit een geometrisch patroon van vierkanten die elk 241,5 cm x 241,5 cm groot waren die weer waren onderverdeeld in driehoeken, uitgevoerd in twee kleuren marmoleum en effen Walton linoleum in de kleuren rood, blauw, groen, geel en antraciet. Ditzelfde patroon liep door op de tafels, die daardoor volledig opgingen in de ruimte. Het suwide werd uitgevoerd in eenzelfde kleurstelling van rood, groen, blauw, antraciet, lichtgrijs. Een gele room divider completeerde het kleurrijke geheel. 
Elk meubel had in het ontwerp van Rietveld een vaste plek binnen het lijnenspel. Zeker de tafels waarbij het vloerpatroon doorliep op het tafelblad hadden maar een juiste plaats in de ruimte. Voor de samenhang van de ruimte was het belangrijk dat dit allemaal precies klopte. Om daar aan te voldoen zijn diverse meubelen schuin, hebben uitgespaarde hoeken, of zijn ter plekke nog aangepast om precies op de lijn te staan. Het waren trucs die Rietveld gebruikte om van een veelheid een eenheid te maken. De minutieuze plaatsing van niet alleen de tafels, maar alle elementen in de ruimte zorgden ervoor dat het geheel meer een Gesammtkunstwerk, dan een kantoorruimte was. Flexibel gebruik van de ruimte was niet iets waar Rietveld rekening mee had gehouden.

## Ontmanteling en opslag
Omdat het niet mogelijk was het ontwerp aan te passen aan veranderende wensen en veranderend gebruik werd begin jaren 1980 besloten het interieur te ontmantelen. De Nederlandse delegatie bij UNESCO wist te voorkomen dat meubels verdwenen. Besloten werd ze terug te geven aan Nederland. In 1984 werden ruim dertig overgedragen meubels ingeschreven in de collectie van de Rijksdienst voor het Cultureel Erfgoed. 
Het deel van het interieur dat bewaard is gebleven staat opgeslagen in het depot van CCNL, waar de kunstcollectie van de Rijksdienst voor het Cultureel Erfgoed gehuisvest is.